# Антипенки (Дубровенский район)
Антипенки (бел. Анці́пенкі) — деревня в Дубровенском районе Витебской области Республики Беларусь. В составе Добрынского сельсовета.

## География
Ближайшие населённые пункты Ланенка (Дубровенский район), Бояры (Оршанский район) и др.

### Гидрография
У деревни Антипенки находится исток реки Бася.

## История
В 1910 году в Сватошицкой волости Горецкого уезда Могилёвской губернии.
Примерно с 1944 года по 1950 год функционировала сельскохозяйственная артель (колхоз) "Чырвоны победитель".

## Население

### Численность
- 2009 год — 10 человек

### Динамика
- 1910 год — 16 дворов, 45 муж., 59 жен.[2]
- 1999 год — 19 человек (перепись населения)
- 2009 год — 10 человек (перепись населения)[2]

## Известные лица
- Янченко, Степан Ефимович — учёный.